# Angelica Domröse

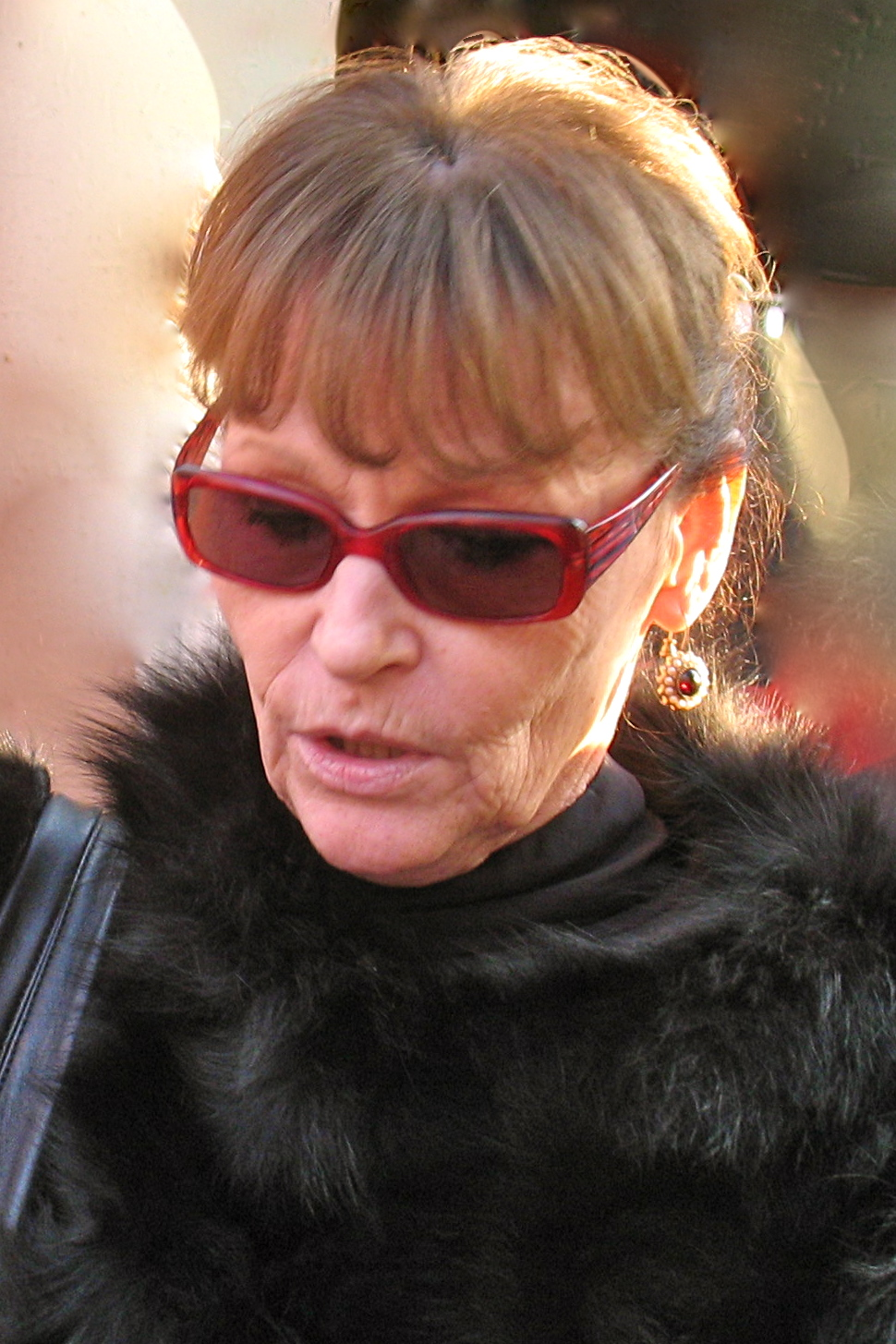
Angelica Domröse, 2010

Angelica Domröse (* 4. April 1941 in Berlin) ist eine deutsche Schauspielerin, die vor allem durch ihre Rolle als alleinstehende junge Mutter „Paula“ in Heiner Carows Kultfilm Die Legende von Paul und Paula von 1973 zu einer der bekanntesten Schauspielerinnen der DDR wurde.

## Leben

### Herkunft und Ausbildung
Angelica Domröse wuchs bei ihrer Mutter und ihrem Stiefvater in der Nähe des Nordbahnhofs in Berlin auf. Ihren leiblichen Vater, einen jüdischen Zwangsarbeiter aus Frankreich, lernte sie nie kennen. Nach einer Ausbildung zur Stenotypistin arbeitete sie zunächst in einem staatlichen Außenhandelsunternehmen der DDR.

### Privates
Angelica Domröse war zwischen 1966 und 1975 mit dem Schauspieler Jiří Vršťala und von 1976 bis zu seinem Tod 2016 mit dem Schauspieler Hilmar Thate verheiratet.
2003 erschien unter dem Titel Ich fang mich selbst ein im Verlag Bastei Lübbe eine Autobiografie Domröses. 2006 musste sie nach einem Zusammenbruch in einer Klinik behandelt werden; ihr Ehemann hatte sie bewusstlos im Badezimmer aufgefunden. Im September 2009 ließ sie sich nach einer psychischen Erkrankung in ein Sanatorium einweisen.
Domröse lebt in Berlin-Charlottenburg.

## Werdegang
1958 wurde Domröse von Regisseur Slatan Dudow während eines Castings für den Film Verwirrung der Liebe entdeckt. Sie besuchte bis 1961 die Hochschule für Film und Fernsehen Potsdam und gehörte anschließend bis 1966 dem Berliner Ensemble an, wo sie unter anderem in Bertolt Brechts Dreigroschenoper, Schweyk im Zweiten Weltkrieg und Die Tage der Commune sowie Helmut Baierls Frau Flinz zu sehen war. Nach ihrem Engagement am BE war sie bis 1979 an der Volksbühne Berlin. Hier spielte sie in Stücken von George Bernard Shaw, Henrik Ibsen, William Shakespeare und Peter Hacks.
Parallel arbeitete sie für die DEFA und den Deutschen Fernsehfunk. 1973 hatte sie durch ihre Rolle als alleinstehende junge Mutter „Paula“ in Heiner Carows Kultfilm Die Legende von Paul und Paula an der Seite von Winfried Glatzeder ihren Durchbruch als Filmschauspielerin.
Nach der Unterzeichnung der Protestresolution gegen die Ausbürgerung von Wolf Biermann aus der DDR im November 1976 wurde sie zunehmend in ihrer Arbeit behindert. 1979 gastierte sie als Helena in einer Inszenierung von Faust II am Thalia-Theater in Hamburg. 1980 übersiedelte sie schließlich mit ihrem Ehemann Hilmar Thate in die Bundesrepublik, wo sie sich ebenfalls mit anspruchsvollen Rollen durchsetzen konnte. Neben Gastspielen in Stuttgart, Hamburg, Bochum und Wien arbeitete sie überwiegend beim Schillertheater in Berlin.
Neben ihrer Arbeit auf der Bühne stand Domröse in Film- und Fernsehproduktionen vor der Kamera, wie in Helmut Dietls Kir Royal und Der Alte. Sie drehte mit Frank Beyer, Egon Günther und Michael Haneke. 1988 wurde sie mit der Josef-Kainz-Medaille ausgezeichnet. Anfang der 1990er Jahre stand sie in Die Verfehlung nochmals für Heiner Carow vor der Kamera. Als Kommissarin Vera Bilewski ermittelte sie ab 1994 für den SDR in der Krimireihe Polizeiruf 110, darunter in der umstrittenen Folge Samstags, wenn Krieg ist. Die Zusammenarbeit endete jedoch nach zwei weiteren Folgen, da der Südwestrundfunk (SWR) nach dem Zusammengehen des Süddeutschen Rundfunks mit dem Südwestfunk am 1. Oktober 1998 keinen Polizeiruf mehr für die ARD produziert hat.
Nach 1992 war sie zeitweise auch als Dozentin an der Berliner Hochschule für Schauspielkunst Ernst Busch tätig. Im selben Jahr führte sie Regie am Studiotheater Berlin und am Meininger Theater.
2012 war Domröse an der Seite von Otto Sander in Bernd Böhlichs Bis zum Horizont, dann links! als betagte Seniorin Annegret Simon auf der Kinoleinwand zu sehen.

## Filmografie

### Kino
- 1959: Verwirrung der Liebe
- 1961: Die Liebe und der Co-Pilot
- 1962: Die aus der 12b
- 1962: Wenn Du zu mir hältst
- 1963: An französischen Kaminen
- 1963: Sonntagsfahrer
- 1963: Julia lebt
- 1965: Die Abenteuer des Werner Holt
- 1965: Chronik eines Mordes
- 1965: Entlassen auf Bewährung
- 1967: Ein Lord am Alexanderplatz
- 1967: Als Hitler den Krieg überlebte (Já, spravedlnost)
- 1973: Die Legende von Paul und Paula
- 1973: Unterm Birnbaum
- 1979: Bis daß der Tod euch scheidet
- 1983: Randale
- 1989: Die Skorpionfrau
- 1992: Die Verfehlung
- 2003: Tal der Ahnungslosen
- 2012: Bis zum Horizont, dann links!

### Fernsehen
- 1960: Papas neue Freundin
- 1961: Mandragola
- 1961: Vielgeliebtes Sternchen
- 1962: Oh, diese Jugend
- 1964: Drei Kriege (Dreiteiler, 2. Teil: Hinter den Fronten)
- 1965: Jeder hat seine Geschichte
- 1966: Die Tage der Commune
- 1966: Schatten über Notre-Dame
- 1967: Emilia Galotti
- 1968: Wege übers Land (Fünfteiler)
- 1968: Alchimisten
- 1969: Krupp und Krause (Fünfteiler)
- 1970: Effi Briest
- 1970: Caesar und Cleopatra
- 1971: Liebeszauber
- 1971: Artur Becker (Dreiteiler)
- 1971: Salut Germain (4 Folgen)
- 1971: Der Arzt wider Willen
- 1971: Brecht-Abend
- 1973: Die Brüder Lautensack (Dreiteiler)
- 1973: Eva und Adam (Vierteiler)
- 1975: Mein lieber Mann und ich
- 1975: Die Wildente
- 1975: Der goldene Elefant
- 1976: Daniel Druskat (Vierteiler)
- 1978: Fleur Lafontaine
- 1978: Trilogie 1848 – Der Galgensteiger
- 1979: Abschied vom Frieden (Dreiteiler)
- 1979: Der Menschenhasser
- 1980: Am grauen Strand, am grauen Meer
- 1981: Don Quichottes Kinder
- 1981: Die zweite Haut
- 1982: Flüchtige Bekanntschaften
- 1983: Hanna von acht bis acht
- 1985: Rosarot bis Schwarz
- 1985: Mamas Geburtstag
- 1985: Die Hose
- 1985: Blanche oder Das Atelier im Garten
- 1986: Fraulein – Ein deutsches Melodram
- 1986: Kir Royal (Folge: Karriere)
- 1988: Der Alte (Folge: Blackout)
- 1990: Der Alte (Folge: Die Wahrheit)
- 1991: Hurenglück
- 1991: Tote Briefe
- 1994: Die letzte Entscheidung
- 1994: Polizeiruf 110: Samstags, wenn Krieg ist
- 1996: Polizeiruf 110: Kleine Dealer, große Träume
- 1996: Faust (Folge: Der Goldjunge)
- 1997: Kalte Küsse
- 1998: Polizeiruf 110: Hetzjagd

## Theater
- 1960: Bertolt Brecht: Leben des Galilei – Regie: Erich Engel (Berliner Ensemble)
- 1962: Bertolt Brecht: Die Tage der Commune – Regie: Manfred Wekwerth/Joachim Tenschert (Berliner Ensemble)
- 1967: George Bernard Shaw: Cäsar und Cleopatra (Cleopatra) – Regie: Ottofritz Gaillard (Volksbühne Berlin)
- 1968: Friedrich Schiller: Don Carlos (Eboli) – Regie: Hannes Fischer (Volksbühne Berlin)
- 1969: William Shakespeare: Troilus und Cressida (Cressida) – Regie: Hannes Fischer (Volksbühne Berlin)
- 1971: Bertolt Brecht: Der gute Mensch von Sezuan (Nichte) – Regie: Benno Besson (Volksbühne Berlin)
- 1971: Carlo Gozzi: König Hirsch (Angela) – Regie: Benno Besson/Brigitte Soubeyran (Volksbühne Berlin)
- 1975: Carlo Gozzi: Das schöne grüne Vögelchen (Pompea) – Regie: Ernstgeorg Hering/Helmut Straßburger (Volksbühne Berlin)
- 2008: Eduardo De Filippo: Filumena (Filumena) – Regie: Petra Luisa Meyer (Hans Otto Theater Potsdam)

## Hörspiele
- 1966: Bertolt Brecht: Das Verhör des Lukullus – Regie: Kurt Veth (Hörspiel – Rundfunk der DDR)
- 1969: Vuk Stefanović Karadžić: Jugoslawische Märchen und Legenden (Königstochter in Wer nicht arbeitet, der soll auch nicht essen) – Regie: Dieter Scharfenberg (Kinderhörspiel – Litera)
- 1970: Wilhelm Hauff: Die Geschichte vom Kalif Storch (Die Eule) – Regie: Joachim Herz (Kinderhörspiel – Litera)
- 1970: Wilhelm Hauff: Der Zwerg Nase / Das Märchen vom falschen Prinzen (Die Gans / Die Fee Adolzaide) – Regie: Joachim Herz (Kinderhörspiel – Litera)
- 1971: Bertolt Brecht: Die Tage der Commune (Babette Cherron) – Regie: Manfred Wekwerth/Joachim Tenschert (Hörspiel – Litera)
- 1971: Zofia Posmysz: Ave Maria (Maria) – Regie: Helmut Hellstorff (Hörspiel – Rundfunk der DDR)
- 1972: Brüder Grimm: Das blaue Licht (Königstochter) – Regie: Dieter Scharfenberg (Kinderhörspiel – Litera)
- 1974: Jeremi Przybora: Die Dame und ihr Hündchen Tesoriono (Dame mit Hündchen) – Regie: Helmut Hellstorff (Hörspiel – Rundfunk der DDR)
- 1976: Roald Dahl: Der Mantel (Mrs. Bixby) – Regie: Joachim Staritz (Kriminalhörspiel – Rundfunk der DDR)
- 1977: Peter Goslicki/Peter Troche: Glassplitter (Betti) – Regie: Joachim Staritz (Hörspiel – Rundfunk der DDR)
- 1979: Horst Berensmeier: Lösegeld – Regie: Hans Knötzsch (Hörspiel – Rundfunk der DDR)
- 1985: Ingomar von Kieseritzky: Die Exkursion – Regie: Manfred Marchfelder (Hörspiel – SFB)
- 1987: Hans Werner Kettenbach: Torschluß (Lisa Strittmatter) – Regie: Albrecht Surkau (WDR – 2002 auch als CD bei Der Audio-Verlag)
- 1990: Peter Feraru: Wir sind doch keine Räuberbande, mit Günter Lamprecht – Regie: Holger Rink (SFB)
- 1996: Dacia Maraini: Stimmen – Regie: Götz Fritsch (WDR)
- 2000: Donna W. Cross: Die Päpstin – Regie: Walter Niklaus (Hörspiel – MDR KULTUR)
- 2001: Günter Kunert: Am Sexophon: Esmeralda – Regie: Walter Niklaus (Hörspiel – MDR)

## Auszeichnungen
- 1966 – Schauspielerin des Jahres

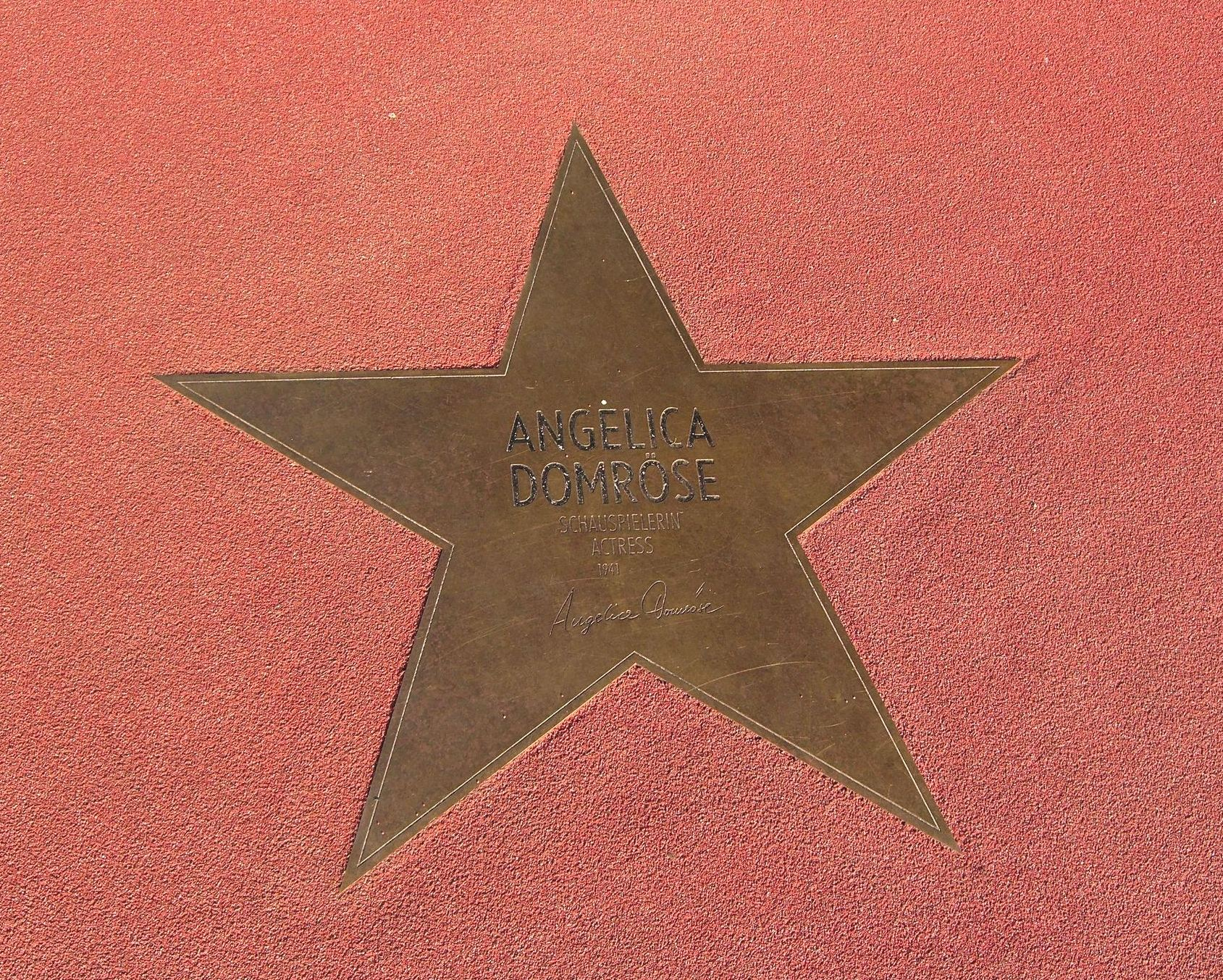
Stern von Angelica Domröse auf dem Boulevard der Stars in Berlin

- 1969 – Kunstpreis der DDR für Wege übers Land
- 1971 – DDR-Fernsehkünstlerin des Jahres[3]
- 1973 – DDR-Fernsehkünstlerin des Jahres
- 1975 – DDR-Fernsehkünstlerin des Jahres
- 1976 – Nationalpreis der DDR II. Klasse
- 1982 – Goldene Nymphe (Beste Darstellerin) für Die zweite Haut
- 1986 – Schauspielerin des Jahres
- 1988 – Josef-Kainz-Medaille
- 2003 – Goldene Henne für das Lebenswerk
- 2008 – Preis der DEFA-Stiftung für die Verdienste um den deutschen Film
- 2010 – Stern auf dem Boulevard der Stars in Berlin